# Distrikt San Roque de Cumbaza
Der Distrikt San Roque de Cumbaza liegt in der Provinz Lamas in der Region San Martín im zentralen Norden von Peru. Der Distrikt wurde am 29. Dezember 1964 gegründet. Er besitzt eine Fläche von 645 km². Beim Zensus 2017 wurden 1679 Einwohner gezählt. Im Jahr 1993 lag die Einwohnerzahl bei 1524, im Jahr 2007 bei 1508. Sitz der Distriktverwaltung ist die 598 m hoch gelegene Ortschaft San Roque de Cumbaza mit 765 Einwohnern (Stand 2017). San Roque de Cumbaza befindet sich 9,5 km ostnordöstlich der Provinzhauptstadt Lamas.

## Geographische Lage
Der Distrikt San Roque de Cumbaza liegt in den östlichen Voranden zentral in der Provinz Lamas. Er umfasst das obere Einzugsgebiet des Río Shanusi, das von zwei in NNW-SSO-Richtung verlaufenden Höhenkämmen mit Höhen zwischen 2000 m und knapp 3000 m umrahmt wird. Der Süden des Distrikts wird über den Río Cumbaza entwässert. Das Distriktgebiet umfasst kleinere Teile des regionalen Schutzgebietes Cordillera Escalera.
Der Distrikt San Roque de Cumbaza grenzt im Südwesten an die Distrikte Rumisapa und Lamas, im Westen an den Distrikt Pinto Recodo, im Norden an den Distrikt Balsapuerto (Provinz Alto Amazonas), im Osten an den Distrikt Caynarachi sowie im Südosten an den Distrikt San Antonio (Provinz San Martín).

## Ortschaften
Im Distrikt gibt es neben dem Hauptort folgende größere Ortschaften:
- Aviación (266 Einwohner)
- Chunchihui